# アドルフ・サミュエル
アドルフ＝アブラアム・サミュエル（Adolphe-Abraham Samuel, 1824年7月11日 - 1898年9月11日）は、ベルギーの音楽評論家、指揮者、作曲家。

## 生涯
サミュエルはリエージュに生まれた。もともとはユダヤ教徒であったが、後にキリスト教へと改宗している。ブリュッセルで多くの時期を過ごしたが、同地ではフランソワ＝ジョゼフ・フェティスに師事し、エクトル・ベルリオーズと親交を築いた。また、リエージュ王立音楽院においてジョゼフ・ドーソワーニュ＝メユールの薫陶を受けた。
サミュエルは1845年にベルギーのローマ大賞を受賞した。交響曲を7曲（1846年 - 1894年）、オペラを5作品（1845年 - 1854年）、また初代ベルギー国王レオポルド1世の即位25周年を祝うカンタータ『L'union fait la force』（1856年）などを作曲した。
サミュエルは1865年から複数の管弦楽団で指揮活動を行い、ペーテル・ブノワやアントン・ルビンシテインら他の作曲家の作品を取り上げたポピュラー・コンサートを催した。その後、1871年に指揮者の職を退き、ヘント王立音楽院の院長に就任した後、1898年にヘントに没している。